# Балтийский, Валерий Александрович
Валерий Александрович Балтийский — советский хозяйственный, государственный и политический деятель.

## Биография
Родился в 1914 году в селе Сукмановка. Член КПСС.
С 1939 года — на хозяйственной, общественной и политической работе. В 1939—1990 гг. — медицинский работник, участник Великой Отечественной войны, военный врач военно-санитарного поезда № 96, врач-ординатор приёмно-сортировочного отделения, начальник эвакоприёмника № 147 ПЭП № 159 38-й армии, организатор здравоохранения, ответственный работник ЦК КПСС, председатель исполкома Союза обществ Красного Креста и Красного Полумесяца СССР, член Центрального совета Всесоюзного добровольного общества борьбы за трезвость.
Умер после 1990 года.